# Uchenna Nwosu
Uchenna Nwosu (Carson, 28 dicembre 1996) è un giocatore di football americano statunitense di origini nigeriane che milita nel ruolo di linebacker per i Seattle Seahawks della National Football League (NFL).

## Carriera universitaria
Al college Nwosu giocò a football con gli USC Trojans dal 2014 al 2017. Nell'ultima stagione fu inserito nella formazione ideale della Pacific Ten Conference e premiato come miglior giocatore della squadra assieme al quarterback Sam Darnold.

## Carriera professionistica

### Los Angeles Chargers
Nwosu fu scelto nel corso del secondo giro (48º assoluto) nel Draft NFL 2018 dai Los Angeles Chargers. Con essi gioca nella natia Carson, sede dello StubHub Center e casa temporanea della franchigia. Debuttò come professionista subentrando nella gara del primo turno contro i Kansas City Chiefs. Nella sua stagione da rookie mise a segno 27 tackle e 3,5 sack disputando tutte le 16 partite, 3 delle quali come titolare. Divenne stabilmente titolare nel 2021 terminando con i nuovi primati personali in sack (5), intercetti (1) e fumble forzati (2).

### Seattle Seahawks
Il 16 marzo 2022 Nwosu firmò un contratto biennale del valore di 20 milioni di dollari con i Seattle Seahawks. Nella prima partita con la nuova maglia mise a segno 7 placcaggi, un sack, un fumble forzato e un passaggio deviato nella vittoria sui favoriti Denver Broncos. Per questa prestazione fu premiato come difensore della NFC della settimana. Nell'ottavo e nono turno, nelle vittorie contro Giants e Cardinals, Nwosu mise a segno due sack in entrambe le partite, salendo a quota 7 in stagione, un nuovo primato personale. Altri due li fece registrare nel tredicesimo turno, oltre a 4 placcaggi e un fumble forzato, nella vittoria sui Los Angeles Rams. La sua annata si chiuse guidando la squadra con 9,5 sack, assieme al compagno Darrell Taylor, oltre a 3 fumble forzati.
Il 24 luglio 2023 Nwosu firmó un'estensione contrattuale triennale del valore di 59 milioni di dollari. Nella settimana 4, nel giorno in cui i Seahawks pareggiarono il record di franchigia con 11 sack, ne mise a segno due su Daniel Jones nella vittoria sui New York Giants. Nel settimo turno subì un grave infortunio che gli fece perdere tutto il resto della stagione.
Il 26 agosto 2024 fu annunciata per Nwosu una lesione al legamento mediale collaterale, facendogli perdere tra le due e le sei settimane. Tornò in campo nella settimana 5 contro i New York Giants, ma si infortunò nuovamente e rimase fuori dai campi di gioco fino alla settimana 13. Nel penultimo turno mise a segno il primo sack stagionale nella vittoria esterna sui Chicago Bears.

## Palmarès
- Difensore della NFC della settimana: 1

1ª del 2022